# Coupe de France 1947/48
Het seizoen 1947/48 was het 31e seizoen van de Coupe de France in het voetbal. Het toernooi werd georganiseerd door de Franse voetbalbond.
Dit seizoen namen er 933 clubs aan deel (11 meer dan de record deelname in het vorige seizoen). De competitie ging in de zomer van 1947 van start en eindigde op 10 mei 1948 met de finale in het Stade Olympique Yves-du-Manoir in Colombes. De finale werd gespeeld tussen Lille OSC (voor de vierde opeenvolgende keer finalist en als Olympique Lille in 1939 finalist) en RC Lens (voor de eerste keer finalist). Lille OSC veroverde als tweede club voor de derde opeenvolgende keer de beker, Red Star Amical Club deed dit van 1921-1923. RC Lens werd met 3-2 verslagen.

## Uitslagen

### 1/32 finale
De wedstrijden werden op 3 januari 1948 gespeeld, met uitzondering van SO Montpellier-RC Straatsburg (2), SR Colmar-Amiens AC (7) en Olympique Saint Quentin-US Melun (10 januari). De beslissingswedstrijden tussen FC Sochaux-Red Star Olympique op 14, OGC Nice-Olympique Alès op 8 en 15, Stade Rennes-CO Roubaix-Tourcoing op 15 en 22 januari.
| Winnaar              | Uitslag             | Verliezer            |
| -------------------- | ------------------- | -------------------- |
| Lille OSC            | 7-0                 | EDS Montluçon        |
| RC Lens              | 3-0                 | AS Saint-Étienne     |
| FC Nancy             | 2-1                 | AS Angoulême         |
| SR Colmar            | 1-0                 | AC Amiens            |
| RC Paris             | 7-2                 | ES Castres           |
| Stade Français       | 1-1 nv; 1-0         | FC Nantes            |
| FC Sochaux           | 1-1 nv; 3-0         | Red Star Olympique   |
| Girondins Bordeaux   | 4-0                 | Stade Bordeaux       |
| SCO Angers           | 2-1                 | CO Roche-la-Molière  |
| Stade Rennes         | 1-1 nv; 2-2 nv; 3-0 | CO Roubaix-Tourcoing |
| AS Troyes-Savinienne | 1-0                 | ES Thaon             |
| FC Gueugnon          | 4-3                 | AS Aix               |
| OGC Nice             | 1-1 nv; 0-0 nv; 5-1 | Olympique Alès       |
| Stade Béthune        | 3-1                 | ES Bully             |
| Stade Reims          | 1-0                 | US Le Mans           |
| FC Metz              | 1-1 nv; 8-0         | SA Douai             |

| Winnaar                 | Uitslag | Verliezer             |
| ----------------------- | ------- | --------------------- |
| Olympique Saint-Quentin | 6-1     | US Melun              |
| AS Bayeux               | 4-0     | ES Audenge            |
| Toulouse FC             | 1-0     | UC Paris              |
| FC Rouen                | 6-1     | SO Mazamet            |
| AS Cannes-Grasse        | 3-0     | CO Cholet             |
| CA Paris                | 2-1     | CS Alençon            |
| CS Thillot              | 5-1     | Cheminots Hirson      |
| FC Dieppe               | 3-1     | SC Choisy-le-Roi      |
| Olympique Marseille     | 5-2     | FC Sète               |
| Olympique Nîmes         | 6-1     | SC Orange             |
| CO Saint-Chamond        | 5-0     | SO Merlebach          |
| ES Versailles           | 7-2     | Gallia Club Angoulême |
| Stade Quimper           | 5-1     | UF Barbezieux         |
| CA Valenciennes         | 2-1     | ES Juvisy             |
| Le Havre AC             | 1-0     | US Valenciennes-Anzin |
| SO Montpellier          | 2-1     | RC Strasbourg         |

### 1/16 finale
De wedstrijden werden op 1 februari 1948 gespeeld, de beslissingswedstrijden op 5 en 12 (FC Metz-SO Montpellier).
| Winnaar            | Uitslag | Verliezer               |
| ------------------ | ------- | ----------------------- |
| Lille OSC          | 6-0     | Olympique Saint-Quentin |
| RC Lens            | 2-0     | AS Bayeux               |
| FC Nancy           | 2-1     | Toulouse FC             |
| SR Colmar          | 6-1     | FC Rouen                |
| RC Paris           | 4-3     | AS Cannes-Grasse        |
| Stade Français     | 4-0     | CA Paris                |
| FC Sochaux         | 6-1     | CS Thillot              |
| Girondins Bordeaux | 3-0     | FC Dieppe               |

| Winnaar              | Uitslag     | Verliezer           |
| -------------------- | ----------- | ------------------- |
| SCO Angers           | 3-3 nv; 3-2 | Olympique Marseille |
| Stade Rennes         | 4-2         | Olympique Nîmes     |
| AS Troyes-Savinienne | 3-1         | CO Saint-Chamond    |
| FC Gueugnon          | 4-1         | ES Versailles       |
| OGC Nice             | 4-2         | Stade Quimper       |
| Stade Béthune        | 6-0         | CA Valenciennes     |
| Stade Reims          | 2-2 nv; 3-0 | Le Havre AC         |
| FC Metz              | 1-1 nv; 4-0 | SO Montpellier      |

### 1/8 finale
De wedstrijden werden op 4 februari 1934 gespeeld, de beslissingswedstrijden op 11 februari.
| Winnaar   | Uitslag | Verliezer            |
| --------- | ------- | -------------------- |
| Lille OSC | 3-1     | SCO Angers           |
| RC Lens   | 3-2     | Stade Rennes         |
| FC Nancy  | 2-1     | AS Troyes-Savinienne |
| SR Colmar | 3-0     | FC Gueugnon          |

| Winnaar            | Uitslag | Verliezer     |
| ------------------ | ------- | ------------- |
| RC Paris           | 1-0     | OGC Nice      |
| Stade Français     | 4-0     | Stade Béthune |
| FC Sochaux         | 2-1     | Stade Reims   |
| Girondins Bordeaux | 2-0     | FC Metz       |

### Kwartfinale
De wedstrijden werden op 21 maart 1948 gespeeld, de enige beslissingswedstrijd op 25 maart.
| Winnaar   | Uitslag     | Verliezer          |
| --------- | ----------- | ------------------ |
| Lille OSC | 3-3 nv; 2-1 | RC Paris           |
| RC Lens   | 2-1         | Stade Français     |
| FC Nancy  | 4-1         | FC Sochaux         |
| SR Colmar | 1-0         | Girondins Bordeaux |

### Halve finale
De wedstrijden werden op 18 april 1948 gespeeld.
| Winnaar   | Uitslag | Verliezer |
| --------- | ------- | --------- |
| Lille OSC | 2-1     | FC Nancy  |
| RC Lens   | 5-1     | SR Colmar |

### Finale
De wedstrijd werd op 10 mei 1948 gespeeld in het Stade Olympique Yves-du-Manoir in Colombes voor 60.739 toeschouwers. De wedstrijd stond onder leiding van scheidsrechter Léon Boes.
| Winnaar                                               | Uitslag | Finalist                                |
| ----------------------------------------------------- | ------- | --------------------------------------- |
| Lille OSC                                             | 3-2     | RC Lens                                 |
| Roger Vandooren 23' Jean Baratte 52' Jean Baratte 86' |         | 39' Stefan Dembicki 77' Stefan Dembicki |

1917/18 · 1918/19 · 1919/20 · 1920/21 · 1921/22 · 1922/23 · 1923/24 · 1924/25 · 1925/26 · 1926/27 · 1927/28 · 1928/29 · 1929/30 · 1930/31 · 1931/32 · 1932/33 · 1933/34 · 1934/35 · 1935/36 · 1936/37 · 1937/38 · 1938/39 · 1939/40 · 1940/41 · 1941/42 · 1942/43 · 1943/44 · 1944/45 · 1945/46 · 1946/47 · 1947/48 · 1948/49 · 1949/50 · 1950/51 · 1951/52 · 1952/53 · 1953/54 · 1954/55 · 1955/56 · 1956/57 · 1957/58 · 1958/59 · 1959/60 · 1960/61 · 1961/62 · 1962/63 · 1963/64 · 1964/65 · 1965/66 · 1966/67 · 1967/68 · 1968/69 · 1969/70 · 1970/71 · 1971/72 · 1972/73 · 1973/74 · 1974/75 · 1975/76 · 1976/77 · 1977/78 · 1978/79 · 1979/80 · 1980/81 · 1981/82 · 1982/83 · 1983/84 · 1984/85 · 1985/86 · 1986/87 · 1987/88 · 1988/89 · 1989/90 · 1990/91 · 1991/92 · 1992/93 · 1993/94 · 1994/95 · 1995/96 · 1996/97 · 1997/98 · 1998/99 · 1999/00 · 2000/01 · 2001/02 · 2002/03 · 2003/04 · 2004/05 · 2005/06 · 2006/07 · 2007/08 · 2008/09 · 2009/10 · 2010/11 · 2011/12 · 2012/13 · 2013/14 · 2014/15 · 2015/16 · 2016/17 · 2017/18 · 2018/19 · 2019/20 · 2020/21 · 
2021/22 · 2022/23 · 2023/24 · 2024/25 ·